# Cape Ann
Cape Ann – плавуча установка з регазифікації та зберігання (Floating storage and regasification unit, FSRU) зрідженого природного газу (ЗПГ), споруджена для норвезької компанії Höegh.

## Загальна інформація
Судно спорудили у 2010 році на верфі південнокорейської Samsung Shipbuilding & Heavy Industries в Кодже. Первісно воно носило назву GDF Suez Cape Ann, а з 2018-го стало Cape Ann.
Розміщена на борту Cape Ann регазифікаційна установка здатна видавати 21 млн м3 на добу, а зберігання ЗПГ відбувається у резервуарах загальним об’ємом 142861 м3. 
За необхідності, судно може використовуватись як звичайний ЗПГ-танкер та пересуватись до місця призначення зі швидкістю 19,5 вузла.

## Служба судна
Первісно планувалось використання установки на терміналі Neptune LNG, який хотіли створити біля узбережжя штату Массачусетс. В межах цього проекту французький енергетичний гігант GDF Suez (з 2015-го Engie) узяв у Hoegh в 20-річний фрахт дві плавучі регазифікаційні установки, одна з яких і отримала назву «GDF Suez Cape Ann». Проте сланцева революція призвела до перетворення США з імпортера на експортера ЗПГ, тому Neptune LNG так і не запустили в роботу.
В листопаді 2013-го «GDF SUEZ Cape Ann» прибула на китайський термінал у Тяньцзіні в межах контракту з компанією CNOOC. Наступні кілька років установка працювала на терміналі в холодну пору року, коли зростає попит на природний газ для опалення приміщень, тоді як в теплий сезон судно використовували як ЗПГ-танкер.
Зимовий сезон 2017/2018 років став п’ятим, який GDF SUEZ Cape Ann провела у Тіньцзіні. Після цього судно призначили для роботи за п’ятирічним контрактом на індійському терміналі у Джайгарсі. Наприкінці квітня 2018-го установка прибула до узбережжя штату Махараштра із розрахунку на початок роботи в третьому кварталі того ж року. Втім, власник терміналу компанія H-Energy не впоралась із його своєчасним введенням у експлуатацію, після чого Cape Ann узялась за роботу як ЗПГ-танкер. З лютого по травень 2020-го судно знову перебувало у Джайгарсі в очікуванні на запуск терміналу, проте і на цей раз H-Energy не змогла ввести об’єкт у дію (можливо відзначити, що в квітні 2021-го установка від Hoegh у черговий раз прибула до узбережжя Махараштри, але це вже була Höegh Giant, а не Cape Ann, причому і на цей раз H-Energy не впоралась із завершенням проекту).
В зимовий сезон 2022/2023 років Cape Ann знову повернулась на термінал у Тяньцзіні. При цьому вона сама могла здійснювати рейси за новими партіями ЗПГ, так, за даними геоінформаційних систем на початку лютого 2023-го Cape Ann прямувала до Китаю з австралійського Дарвіну (тут працюють кілька заводів із зрідження), а наприкінці першої декади лютого була вже у Тяньцзіні.
З початком повномасштабного російського вторгнення до України в лютому 2022 року європейські країни обрали курс на відмову від російських енергоносіїв, що призвело до появи цілого ряду плавучих регазифікаційних терміналів. В серпні компанія TotalEnergies оголосила про наміри створити термінал в французькому порту Гавр, де розраховують використати установку Cape Ann (за первісним планом судно має прибути до Гавру у вересні 2023 року).